# Hydrolea
Die Hydrolea sind die einzige Gattung der Pflanzenfamilie der Hydroleaceae innerhalb der Ordnung der Nachtschattenartigen (Solanales). Die 11 bis 20 Arten sind in der Paläotropis und Neotropis weitverbreitet.

## Beschreibung

### Vegetative Merkmale
Die Hydrolea-Arten sind meist ausdauernde krautige Pflanzen; selten sind es niedrige Halbsträucher. Einige Arten sind Sumpfpflanzen. Die wechselständigen Laubblätter sind einfach und haben einen glatten oder gesägten Blattrand.

### Generative Merkmale
Die Blüten stehen einzeln oder in zymösen Blütenständen zusammen. Die zwittrigen Blüten sind radiärsymmetrisch und vier- oder fünfzählig mit doppelter Blütenhülle. Die Kelchblätter sind basal verwachsen. Die meist glockig verwachsenen Kronblätter sind meist blau oder weiß, selten purpurfarben. Es ist nur ein Kreis mit fünf Staubblättern vorhanden. Zwei (selten drei) Fruchtblätter sind zu einem oberständigen Fruchtknoten verwachsen.
Die Kapselfrüchte enthalten meist zahlreiche (10 bis 50) Samen.

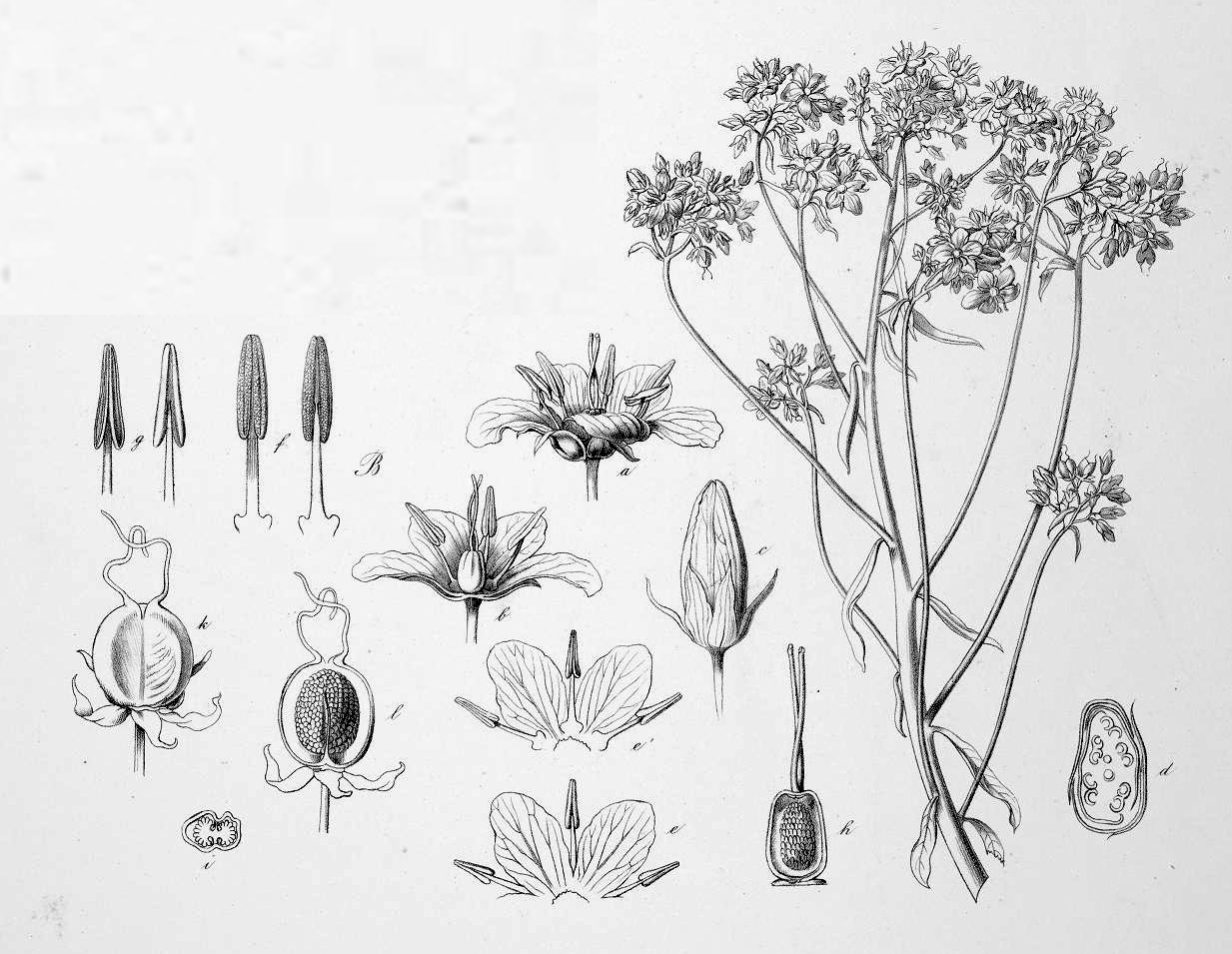
Illustration aus Plantae Tinneanae, 1867, Tafel IX von Hydrolea floribunda
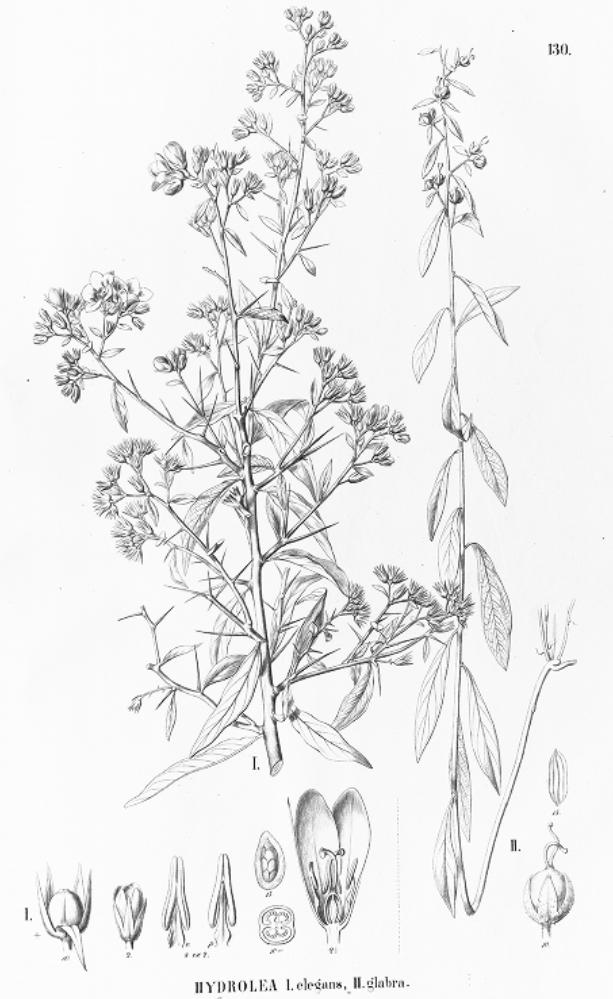
Illustrationen von Hydrolea elegans (links) und Hydrolea glabra (rechts)

## Ökologie
Die Bestäubung erfolgt durch Hautflügler (Hymenoptera) (Entomophilie).

## Systematik und Verbreitung

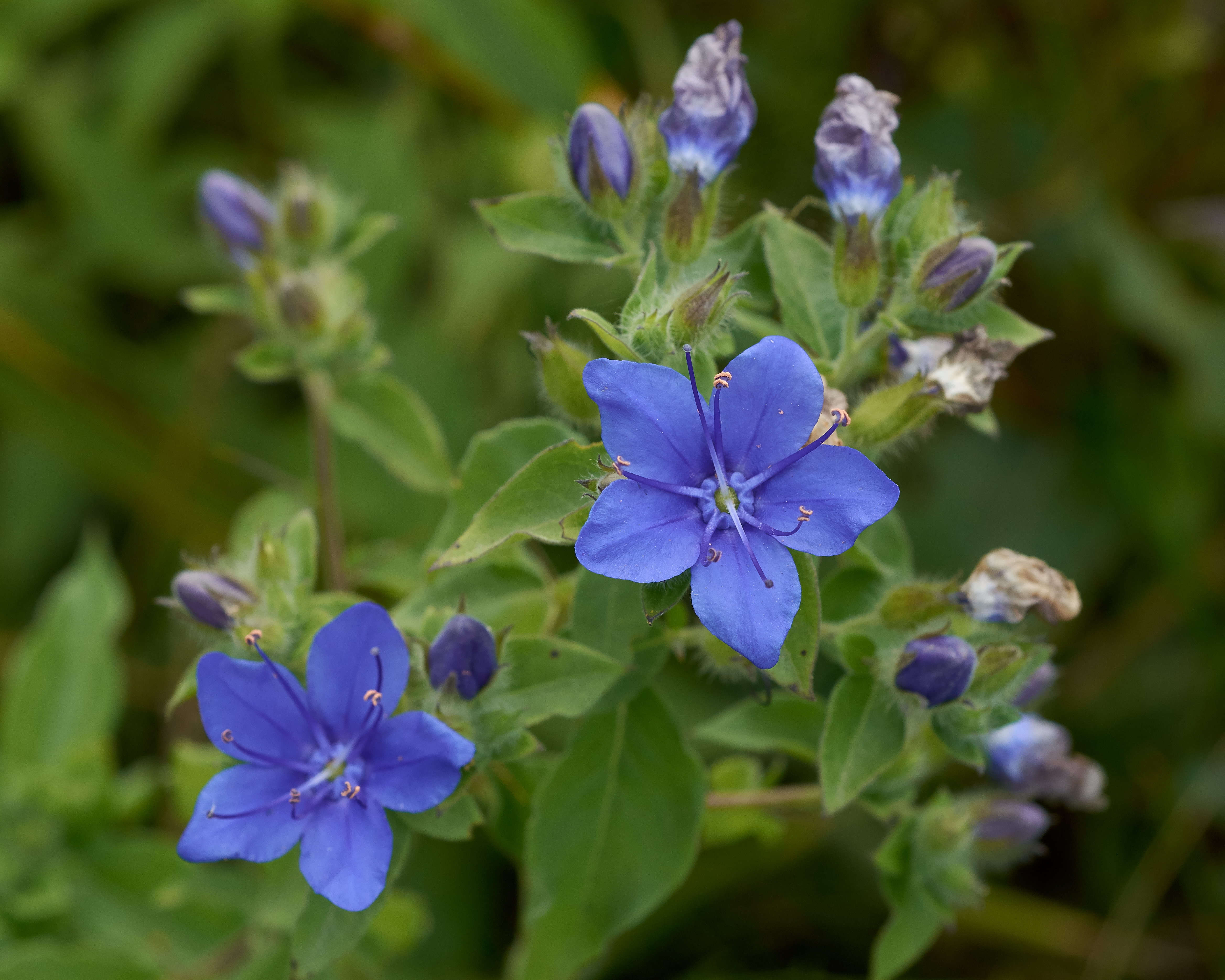
Blüten von Hydrolea ovata

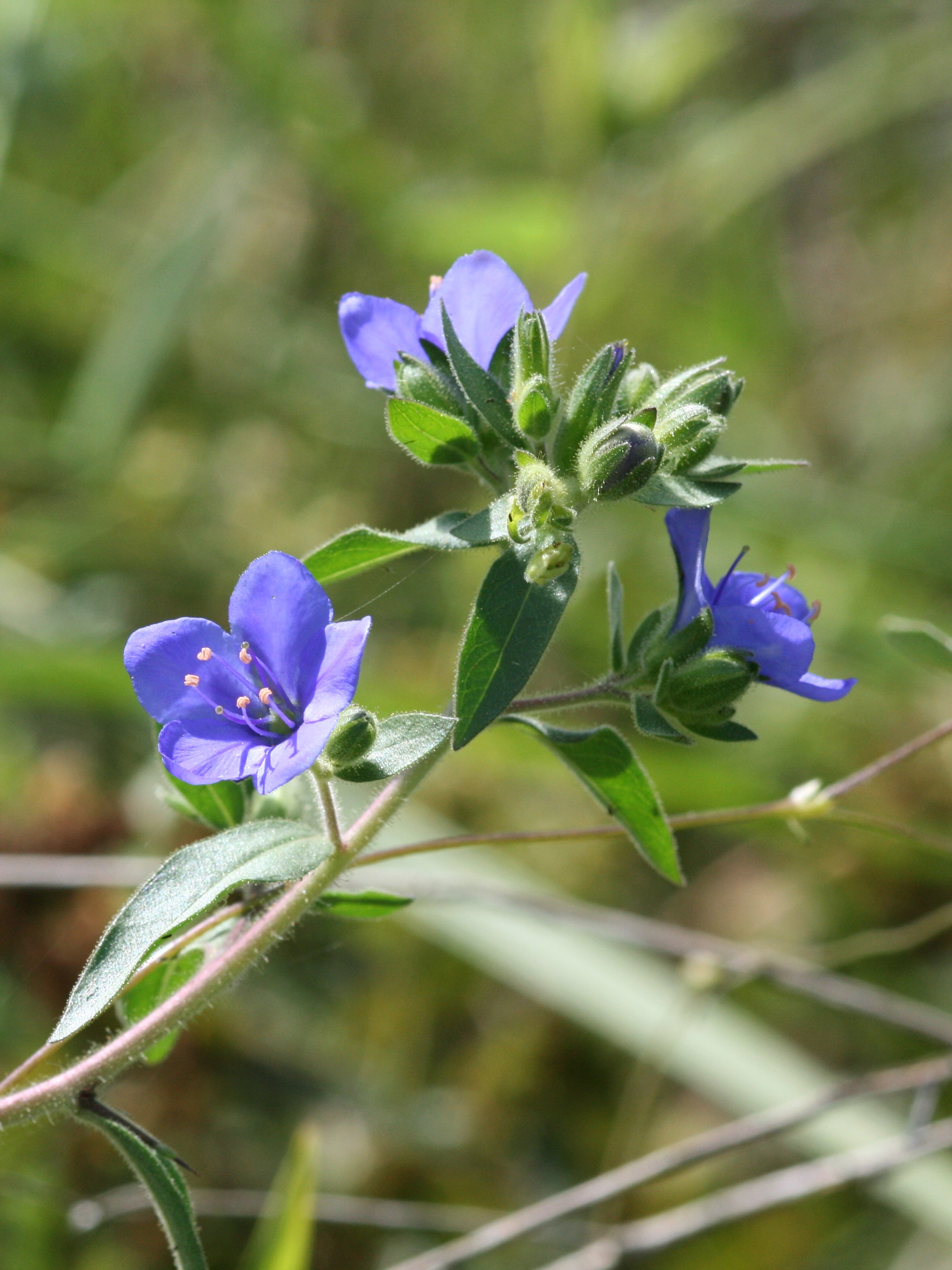
Amerikanischer Wasserbläuling (Hydrolea spinosa)

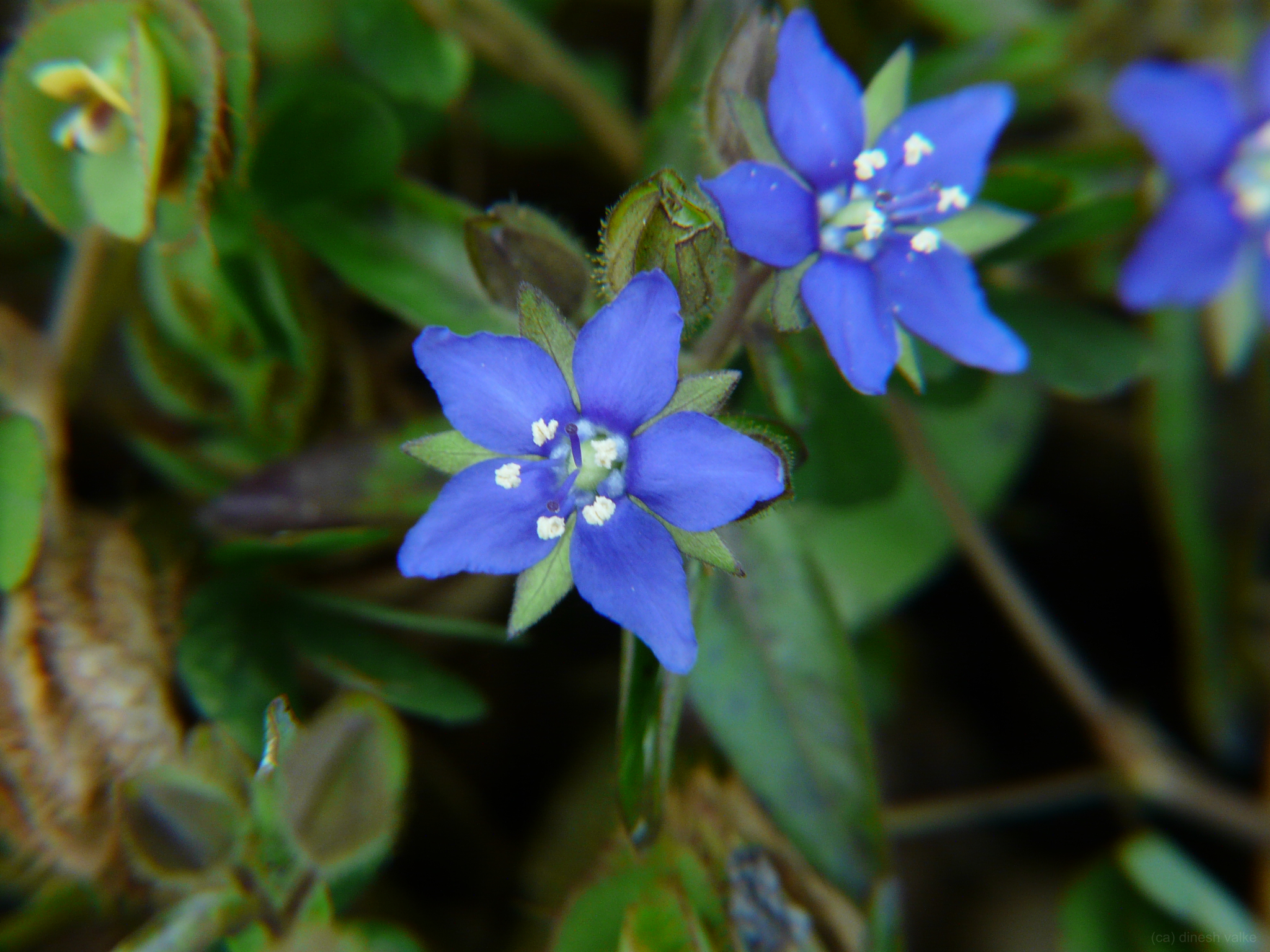
Radiärsymmetrische Blüten von Hydrolea zeylanica

Die Gattung Hydrolea wurde 1762 durch Carl von Linné in Species Plantarum, Editio Secunda, Tomus 1, Seite 328 aufgestellt. Synonyme für Hydrolea L. sind: Reichelia Schreb., Sagonea Aubl., Beloanthera Hassk., Nama L.
Die Gattung Hydrolea ist die einzige der Familie Hydroleaceae. Die Familie Hydroleaceae wurde durch Bedřich Všemír von Berchtold und Jan Svatopluk Presl aufgestellt. Die Gattung Hydrolea wurde oft auch in den Familien Boraginaceae oder Hydrophyllaceae geführt.
Die Hydroleaceae sind in den Subtropen bis Tropen Asiens sowie Afrikas und in der Neotropis verbreitet.
Die Gattung Hydrolea umfasst 11 bis 20 Arten:
- Hydrolea brevistyla Verdc.: Sie kommt vom westlichen Tansania bis Sambia vor.[1]
- Hydrolea corymbosa J.F.Macbr. ex Ell. (Syn.: Nama corymbosa (Elliott) Kuntze)[1]
- Hydrolea elatior Schott (Syn.: Nama longifolia Rusby, Nama multiflora (Choisy) Kuntze, Hydrolea albiflora (Chodat & Hassl.) Brand, Hydrolea albiflora var. depressa Brand, Hydrolea cryptantha Brand, Hydrolea cryptantha var. meridionalis Hassl., Hydrolea elatior var. hirsutior Brand, Hydrolea exaltata Schott ex Steud., Hydrolea glabra var. spinosa Chodat & Hassl., Hydrolea minima Brand, Hydrolea multiflora Choisy, Hydrolea multiflora var. glabra Choisy)[1]
- Hydrolea floribunda Kotschy & Peyr. (Syn.: Nama floribunda (Kotschy & Peyr.) Kuntze, Hydrolea graminifolia A.W.Benn.): Sie ist vom tropischen Westafrika bis zum südwestlichen Uganda verbreitet.[1]
- Hydrolea macrosepala A.W.Benn. (Syn.: Nama macrosepala (A.W.Benn.) Kuntze): Sie ist vom tropischen Westafrika bis zum südlichen Sudan verbreitet.[1]
- Hydrolea nigricaulis C.Wright ex Griseb.: Sie kommt nur in Kuba sowie Jamaika vor.[1]
- Hydrolea ovata Nutt.: Sie kommt in Missouri, in Texas und in den südöstlichen Vereinigten Staaten vor.[2]
- Hydrolea palustris (Aubl.) Forsyth f. (Syn.: Hydrolea glabra Schumach. & Thonn., Hydrolea guineensis Choisy,Hydrolea madagascariensis Choisy): Sie ist vom tropischen Westafrika bis zum südlichen Sudan sowie Tansania und in Madagaskar verbreitet.[1]
- Hydrolea prostrata Exell: Sie kommt nur in Angola vor.[1]
- Hydrolea quadrivalvis Walter (Syn.: Hydrolea bartramii Choisy, Hydrolea caroliniana Michx.): Sie kommt in den US-Bundesstaaten Tennessee sowie Alabama vor.[1]
- Hydrolea sansibarica Gilg: Sie kommt nur in Tansania (inklusive Sansibar) vor.[1]
- Amerikanischer Wasserbläuling (Hydrolea spinosa L., Syn.: Hydrolea azurea Linden, Hydrolea capsularis (L.) Druce, Hydrolea elegans A.W.Benn., Hydrolea extra-axillaris C.Morren, Hydrolea paludosa A.W.Benn., Hydrolea spinosa var. elliptica Miq., Hydrolea spinosa var. euspinosa Brand, Hydrolea spinosa var. inermis Spruce ex A.W.Benn., Hydrolea spinosa var. megapotamica Brand, Hydrolea spinosa var. paludosa Brand, Hydrolea tetragynia Sessé & Moc., Hydrolea trigyna Sw.): Es gibt vier Varietäten.[1] Er ist von Texas über Mexiko und Zentralamerika und auf Karibischen Inseln, beispielsweise Kuba sowie Jamaika, bis Südamerika weitverbreitet. Er ist in Sri Lanka und auf Java ein Neophyt.[2] Seine Chromosomenzahl beträgt 2n = 40.[3]
- Hydrolea uniflora Raf. (Syn.: Nama affinis (A.Gray) Kuntze, Hydrolea affinis A.Gray, Hydrolea leptocaulis Featherm.): Sie kommt in den US-Bundesstaaten Alabama, Illinois, Kentucky sowie Tennessee vor.[1]
- Hydrolea zeylanica (L.) Vahl: Sie ist von Sri Lanka, Indien, Pakistan, Nepal, Myanmar, Thailand, Vietnam, China sowie Taiwan bis Malaysia, Indonesien, auf den Philippinen und in Australien weitverbreitet. Sie ist in Tansania ein Neophyt.[2]

Nicht mehr zu dieser Gattung und Familie wird gerechnet:
- Hydrolea urens Ruiz & Pav. → Wigandia urens (Ruiz & Pav.) Kunth (Boraginaceae)